# Porellineae
Porellineae, podred  jetrenjarki, dio reda Porellales. Postoji podjela na 3 porodice s ukupno 6 rodova i 109 priznatih vrsta.
Podred je opisan 1963.

## Porodice
1. Goebeliellaceae Verd.
2. Lepidolaenaceae Nakai
3. Porellaceae Cavers